# ولیکا بردا
ولیکا بردا (به لاتین: Velika Brda) یک زیستگاه انسانی در اسلوونی است که در Inner Carniola واقع شده‌است.

## خصوصیات
ولیکا بردا ۲٫۴۴ کیلومترمربع مساحت و ۳۸ نفر جمعیت دارد و ۵۵۲٫۴ متر بالاتر از سطح دریا واقع شده‌است.